# بهنام الصائغ
بهنام رزوقي الصائغ (4 نوفمبر 1934م - 15 يونيو 2008م) طبيب وجراح وأكاديمي عراقي.

## سيرته
ولد بهنام رزوقي الصائغ في الموصل يوم 4 نوفمبر 1934م وأكمل دراسته في كلية طب بغداد سنة 1959م وحصل على شهادة بكالوريوس الطب والجراحة، والتحق بالبعثة العلمية إلى بريطانيا وحصل علی شهادة الاختصاص بالجراحة من جامعتي أدنبره وكلاسكو وفي سنة 1970م حصل علی زمالة كلية الجراحين الملكية في أدنبرة وكلاسكو.

وقد عمل طبيباً في وزارة الصحة العراقية منذ تخرجه من كلية طب بغداد عام 1959م حتى 1964م. وتدرب في مستشفيات بريطانيا من 1965م - 1970م وعند عودته إلى العراق عين مدرساً في جامعةالبصرة - كلية الطب - فرع الجراحة، ومديراً لمركز الاستشارات الطبية منذ سنة 1975م ولغاية 1978م وهو مسؤول الإسعافات الأولية في كلية الطب.

ثم هاجر إلى کندا في 1990م وتقاعد فيما بعد مع زوجته جنان زيونة. وقد أسس بعض المراکز الطبية في کندا. 

توفي في يوم 15 يونيو 2008م ودفن في المقبرة الكاثوليكية الصليب المقدس، ماركام أونتاريو.

## مؤلفات
له مؤلفات وبحوث كثيرة كتب بالإنجليزية منها:
- الأسعافات الأولية: طبع علی نفقة جامعة البصرة سنة 1970م وأُقرَّ للتدريس ككتاب منهجي للصفوف الأولی في الجامعات العراقية.
- الدفاع المدني .
- المبادئ الأولية في الجراحة (للمعاهد الطبية العالية): في المجلدين.
- الاسعافات الاولي والاسعافات الفوري .
- دراسة حول عقم الرجال: بالإنجليزية ونشر في المجلة العلمية العراقية سنة 1973م.
- دراسة حول الورم السرطاوي في الزائدة الدودية: بالإنجليزية نشر في المجلة العلمية العراقية سنة 1975م.
- دراسة حول الحروق عند الأطفال: بالإنجليزية نشر في مجلة كلية طب البصرة سنة 1977م.
- بحث أخصائي حول الأورام السرطانية المشخصة في مستشفى البصرة الجمهوري خلال عشرين عاماً: بالإنجليزية.
- دراسة أخصائية حول مدی انتشار حالات العقم والأخصاب بين العائلات العراقية‌ في محافظة البصرة: بالإنجليزية.
- دراسة حول مشكلة فقدان الحمل من الناحية الوبائية في عوائل محافظة البصرة.